# Corynocera brachyptera
Corynocera brachyptera är en tvåvingeart som beskrevs av Linevich 1962. Corynocera brachyptera ingår i släktet Corynocera och familjen fjädermyggor.
Artens utbredningsområde är Estland. Inga underarter finns listade i Catalogue of Life.